# Depressão da Islândia

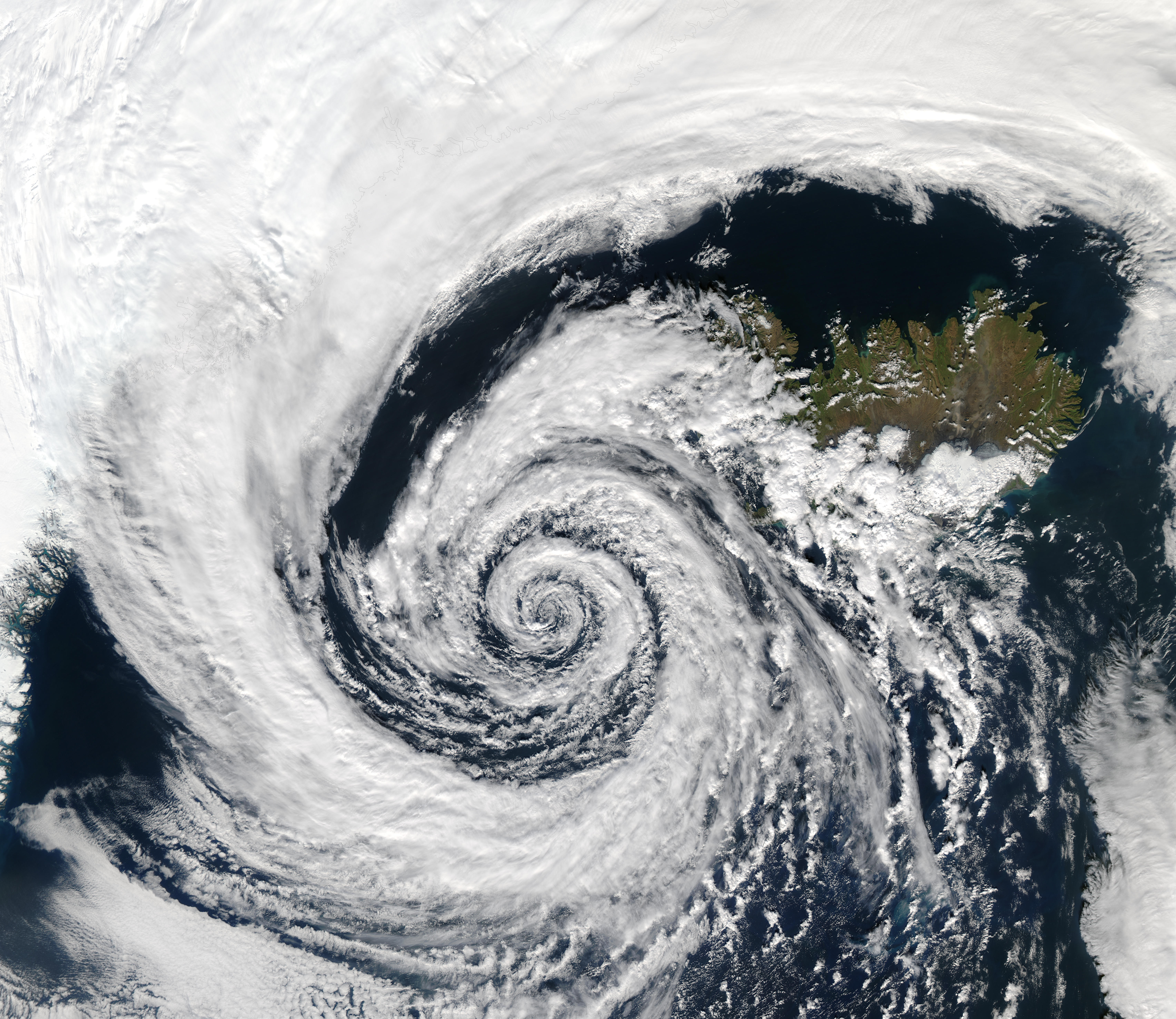
Um ciclone na próximo à Islândia em 4 de setembro de 2003.

A depressão da Islândia é um centro semipermanente de baixa pressão atmosférica situado entre a Islândia e o sul da Groenlândia e estendendo-se no inverno do Hemisfério Norte no Mar de Barents.